# Dehloran (Verwaltungsbezirk)
Dehloran (persisch شهرستان دهلران) ist ein Schahrestan in der Provinz Ilam im Iran. Er enthält die Stadt Dehloran, welche die Hauptstadt des Verwaltungsbezirks ist. Der Verwaltungsbezirk Dehloran wird hauptsächlich vom kurdischen Stamm der Kurdali bewohnt und hat eine arabische und lurische Minderheit.

## Kreise
- Zentral (بخش مرکزی)
- Zarrinabad (بخش زرین‌آباد)
- Musian (بخش موسیان)

## Demografie
Bei der Volkszählung 2016 betrug die Einwohnerzahl des Schahrestan 65.630. Die Alphabetisierung lag bei 82 Prozent der Bevölkerung. Knapp 63 Prozent der Bevölkerung lebten in urbanen Regionen.
| Zensusjahr | Einwohnerzahl |
| ---------- | ------------- |
| 2011       | 66.399        |
| 2016       | 65.630        |